# Lup cenușiu
Lupul, a cărui denumire științifică este Canis lupus, (Linne, 1821), este inclus din punct de vedere sistematic în familia Canidae, alături de câine, vulpe, șacal și enot. Pe vremuri, lupul era prezent în întreaga emisferă nordică, adaptându-se cu succes la cele mai diferite condiții de trai. Pentru a se descurca în aceste condiții diverse, lupul a fost nevoit să învețe să vâneze cele mai diferite varietăți, fie insecte, rozătoare, sau animale mai mari, cum este elanul, bizonul sau boul moscat. Este un vânător foarte talentat, însă modul lui de trai are un impediment major: este concurentul direct al omului, și pe majoritatea zonei lui de răspândire a pierdut în această luptă inegală. Lupul este cea mai mare specie din familia câinilor (Canidae). Cele două specii de lupi sunt lupul (Canis lupus) și lupul roșu (Canis rufus). Subspeciile lupului sunt lupul arctic (C. l. arctos), lupul nord-american (C. l. lycaon), lupul de șes (C. l. campestris) și lupul obișnuit (C. l. lupus).

## Răspândirea
Lupul este răspândit în: Canada, Alaska, Europa de Est, Peninsula Scandinavă, Rusia, Orientul Apropiat, Asia Centrală și Siberia, dar densitatea lor este în general redusă pe aceste arii. Lupul are mai multe subspecii distincte, cum este lupul arctic, lupul de pădure nord-american, lupul de stepă din deșerturile Asiei Centrale și lupul comun, care trăiește și astăzi în pădurile est-europene și ale Peninsulei Scandinave. Lupul de pustiu este mai zvelt și mai deschis la culoare decât lupul european și nord-american, iar lupii polari din tundrele nordice sunt mai mari, având blană albă, mai groasă și trăiește atât de aproape de pol încât este nevoit să vâneze permanent în întuneric, însă este în siguranță față de inamicul principal, omul. Lupul roșu, care pe vremuri popula regiunea sud-estică a Statelor Unite, azi este foarte rar, exemplarele care trăiau în sălbăticie poate chiar au dispărut complet.

## Dispariția

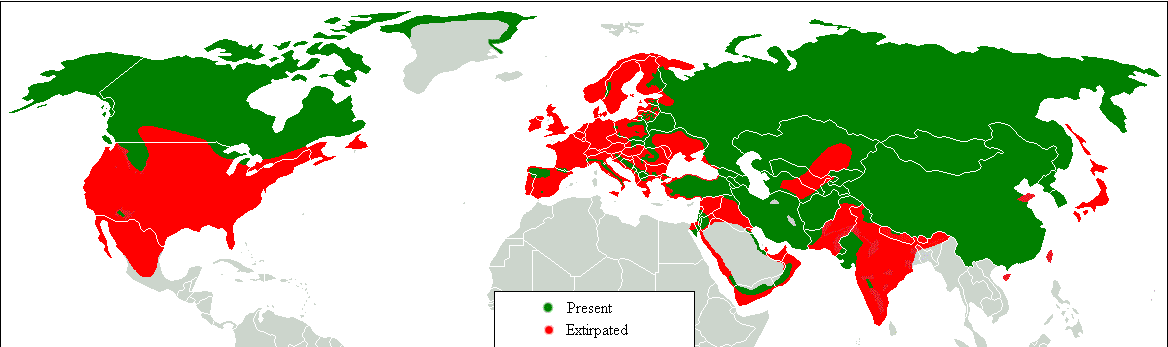
Răspândirea lupului (verde = prezent, roșu = dispărut)

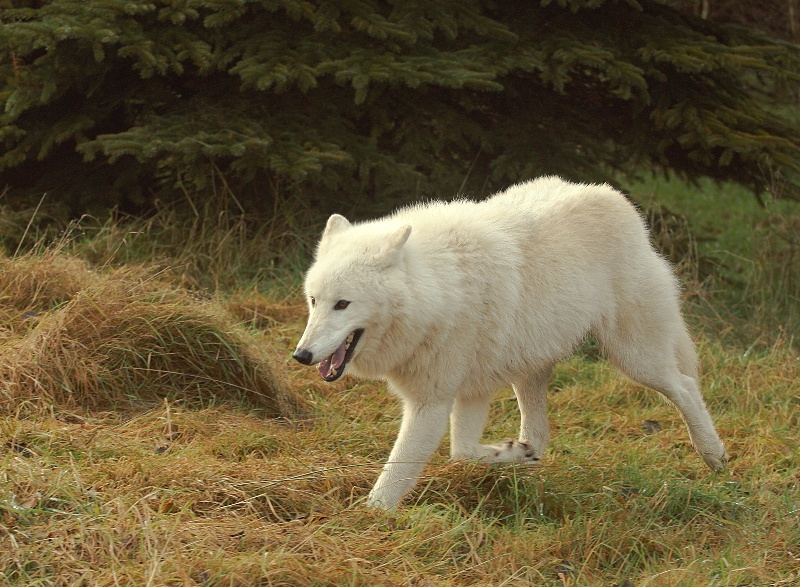
Lupul arctic

Specia inițială de lup cenușiu din Alaska a dispărut de 12.000 de ani, dar cea din prezent este o subspecie, dovedește o cercetare realizată la Universitatea din California. Cercetarea a implicat analizarea unor mostre de ADN, studierea compușilor chimici a acestora și datarea cu carbon a lupilor păstrați la Muzeul Smithsonian de Istorie Naturală. Rezultatele au fost comparate cu date de același gen obținute de la lupii care trăiesc în prezent și au scos la iveală o mare diferență, ceea ce a dus la concluzia că cele două animale sunt diferite din punct de vedere genetic.

Specia originală de lup gri din Alaska a trăit în permanență de acum 45.000 de ani, probabil chiar și de mai devreme, însă datarea cu carbon nu permite stabilirea unei perioade mai înaintate decât aceasta, până acum aproximativ 12.000 de ani, explică Blaire Van Valkenburgh, profesor de ecologie și biologie evolutivă în cadrul UCLA. Această specie nu seamănă deloc cu specia modernă de lup din nordul Americii, Europa sau Asia, a continuat el. Lupul gri de acum 12.000 de ani nu diferă foarte mult din punctul de vedere al dimensiunilor de lupul gri care trăiește în prezent în Alaska, însă avea dinți mai mari și mușchi faciali mult mai puternici, fiind în stare să ucidă chiar și un bizon.

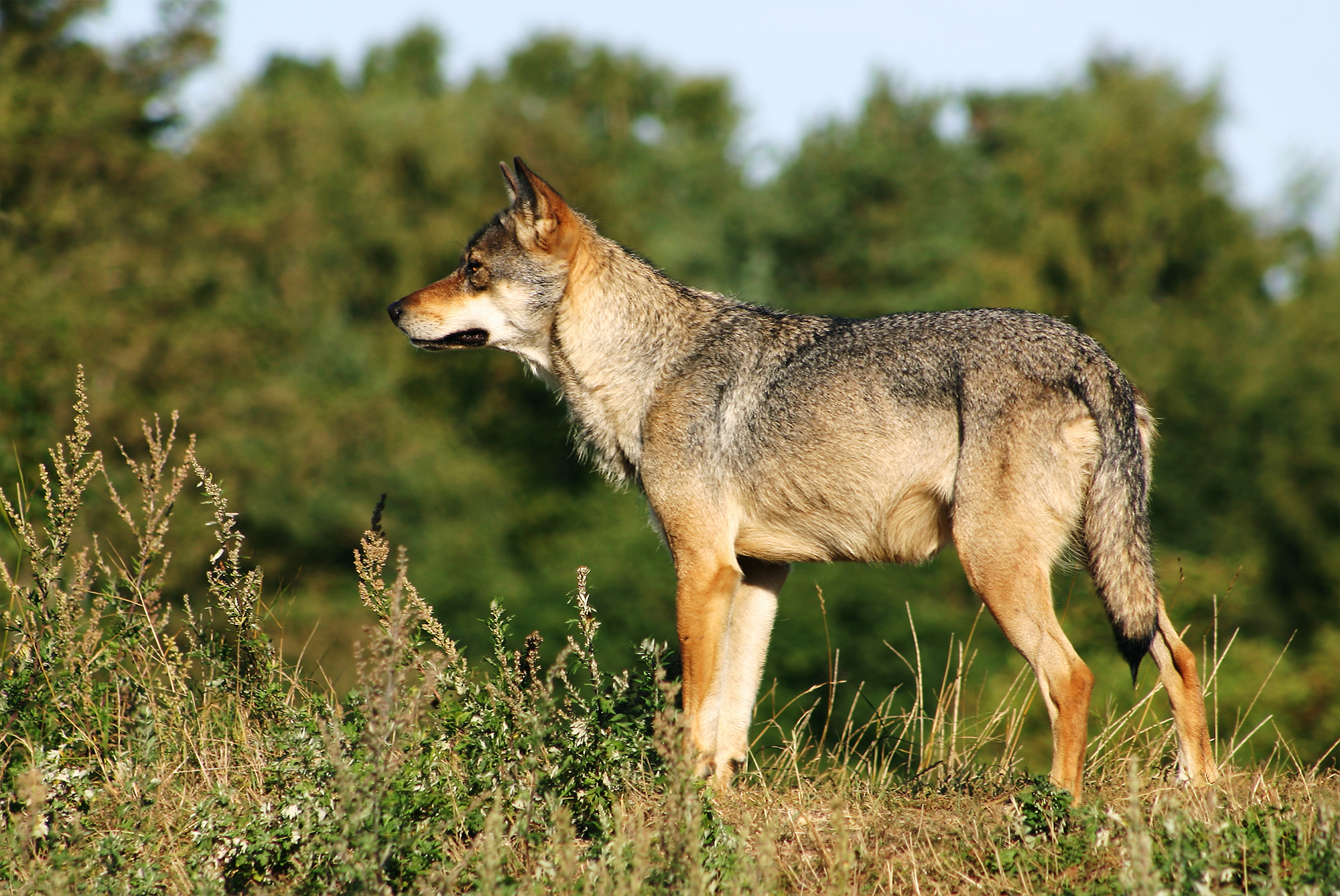
Lupul din profil (C. l. lupus)

Ei sufereau în principal din cauza problemelor cu dantura. Profesorul a studiat fracturi de dinți și la alte animale preistorice, precum și la speciile de acum de lei, tigri, leoparzi și lupi. Se pare că mamiferele străvechi de dimensiuni mari, își rupeau deseori dinții atunci când se hrăneau, în special pentru că spărgeau oasele prăzii. Animalele din zilele noastre preferă în schimb să smulgă carnea, evitând oasele.
Înainte de această cercetare, nu se știa dacă lupii gri din Alaska sau din alte zone ale globului erau descendenți direct ai lupilor gri din Pleistocen, și nici dacă această specie a fost pierdută sau numai în pragul extincției în America de Nord.
În trecut lupii au populat tot teritoriul insulelor Britanice. După bătălia de la Hastings din 1066, soldații englezi căzuți au fost lăsați pradă viermilor și lupilor pe câmpul de luptă. În secolul XVI, sub domnia reginei Maria Stuart, în Scoția a avut loc o invazie de lupi. Ultimul lup scoțian a fost omorât în 1743.
Lupii au fost exterminați din toate țările Europei Centrale și de nord în perioada secolului XIX și al doilea război mondial. Au mai rămas populații în Portugalia, Spania, Italia, Grecia și Finlanda, deși lupii au repopulat în mod natural multe părți ale Europei; recolonizând Franța, Germania, Suedia și Norvegia. Cele mai mari populații sunt întâlnite în Europa de est, România, Peninsula Balcanică și Polonia.
În România, lupul, vânat frenetic în vremea lui Ceaușescu, nu mai prezintă un areal continuu, nenumărate goluri fiind create de vânarea necontrolată. În mod natural lupul se găsește în România în Delta Dunării, în golul alpin, prezentând o mare amplitudine ecologică, datorată inteligenței sale deosebite, așa cum se întâmplă și în cazul corbului.

## Relațiile cu omul

### Folclor și mitologie

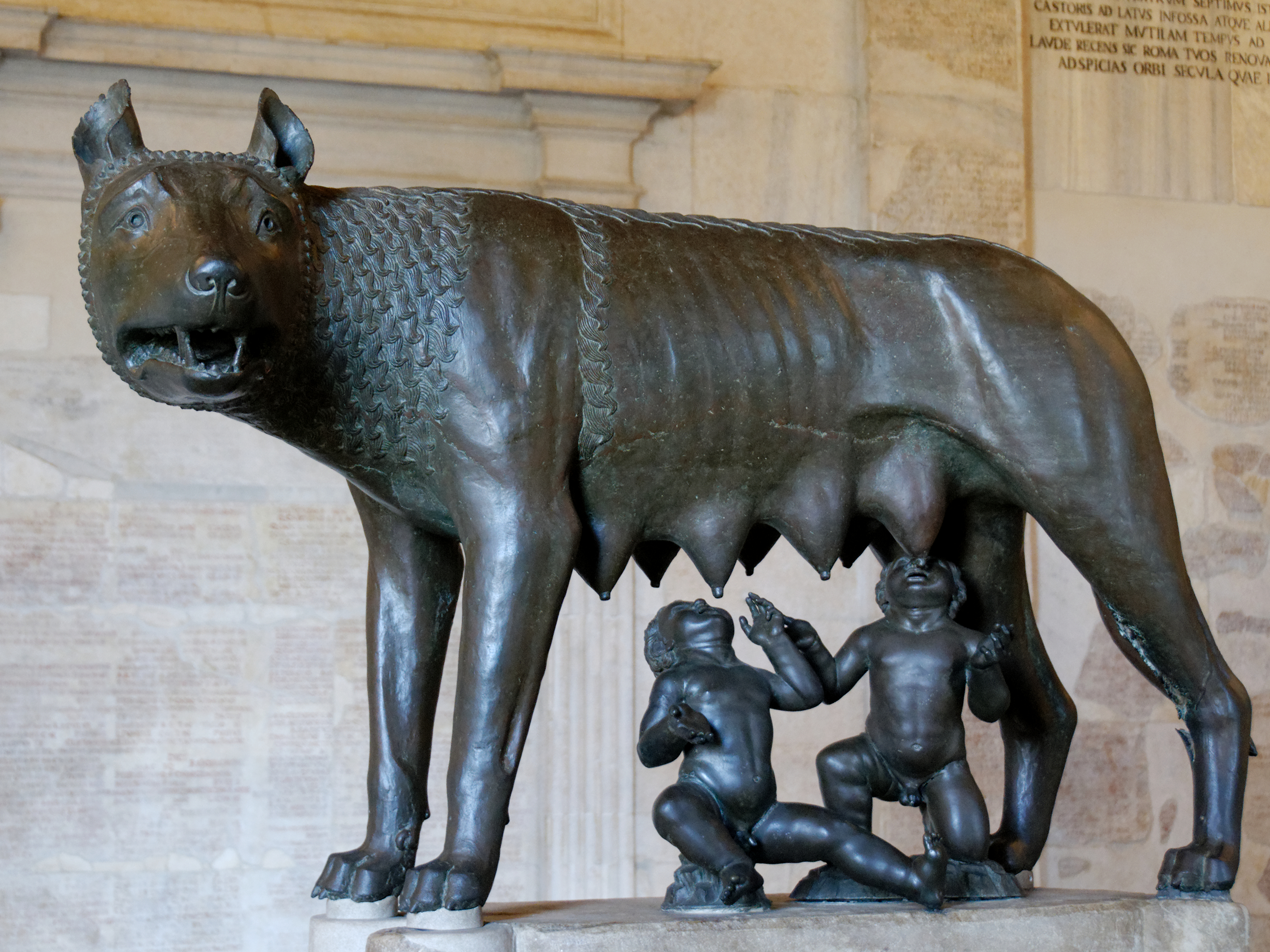
Lupoaica, hrănind copiii gemeni Romulus și Remus.

Lupul, deși nu este nici pe departe cel mai mare sau mai puternic dintre carnivorele europene, s-a impus încă din cele mai vechi timpuri. El a fost primit ca simbol de daci, de licaoni și de alte popoare antice, chiar și romanii avându-l ca semn al începuturilor lor (legenda lupoaicei ce i-a hrănit pe Romulus și Remus). Pentru turci, de exemplu, lupul cenușiu este unul dintre simbolurile lor identitare și al panturcismului.
În munții din Transilvania mai trăiesc lupi în număr mare, fapt ce a dat naștere numeroaselor legende despre oameni-lupi. La români există o veche tradiție în ceea ce privește lupul, privit cu teamă și admirație. În unele zone, ca de pildă în Ținutul momârlanilor, se păstrează încă tradițiile dacice ale legăturii cu lupul. Cei care se îngrijesc de lupi sunt sub protecția Sfântului Andrei și, chiar dacă la bătrânețe trupul lor este plin de cicatrici de la mușcăturile prea tari ale unor cățelandri sau lupi, nu se cunoaște nici un caz în care să fi fost sfâșiați ori mâncați de aceste animale. Acești oameni au fost una din cele două surse ale legendelor despre omul-lup sau licantropi.
Deși circulă nenumărate legende despre oameni mâncați de lupi, nu se cunoaște nici un caz concret în care un adult să fi fost atacat și mâncat de lupi. Deși s-au înregistrat cazuri de urmărire și schițare a atacului, acesta nu a fost niciodată finalizat. Se cunosc însă cazuri în care lupii, iarna, în teritoriul lor, au încercat să mănânce sau au mâncat trupurile celor înghețați. Alte atacuri înregistrate sunt ale câte unui lup bolnav de turbare.

## Aspectul fizic, alimentația și comportamentul

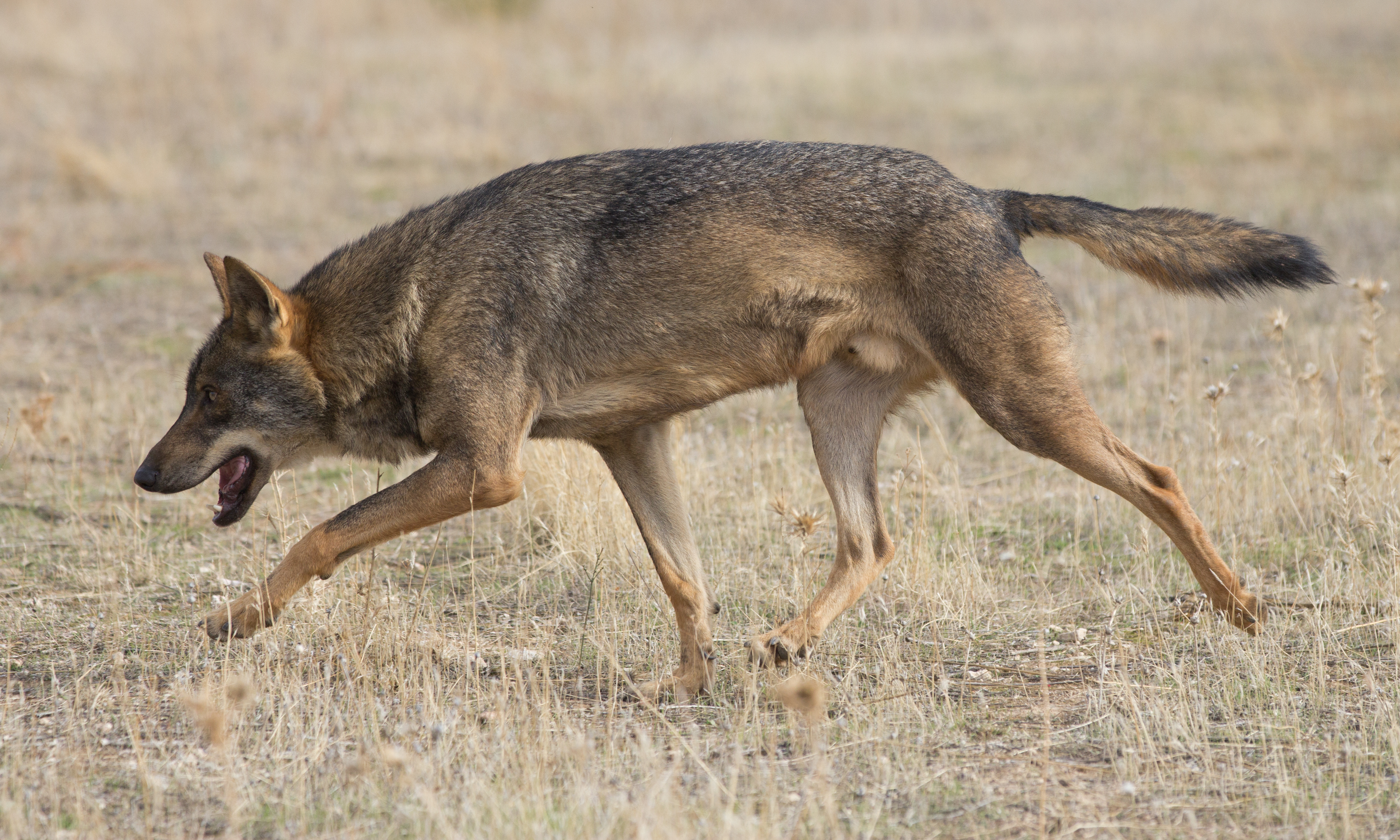
Lup cenușiu

Lupul este un canid de talie mare, extrem de social, cu lungimea medie la greabăn între 64 cm pentru cea mai mică subspecie și 80 cm pentru cea mai mare. Are greutatea medie cuprinsă între 21 kg pentru cea mai mică subspecie și 45 kg pentru cea mai mare. Picioarele sunt lungi cu cinci degete la membrele anterioare și patru la cele posterioare. Nu se naște cu pinteni. Adâncimea pieptului nu atinge nivelul cotului. Ghearele sunt de culoare neagră. Blana este stufoasă și dublă pe gât, pe spinare și pe coadă și scurtă pe membre, pe bot și pe burtă. Unele subspecii au smocuri lungi de păr la nivelul obrajilor. Nu prezintă mască la nivelul feței. Firul de păr este aspru, niciodată fin, drept, niciodată creț, și de culoare agouti sau albă în cazul lupilor arctici. Coada este mai scurtă decât cea a câinilor domestici de aceeași talie și ținută de obicei perpendicular cu solul, niciodată recurbată. Lupul este dolicocefalic, raportul dintre neurocraniu și viscerocraniu fiind de 2:3. Urechile sunt ascuțite, triunghiulare și ridicate, niciodată blegi. Ochii sunt oblici, de culoare galbenă cu pleoape negre, bine strânse în jurul globului ocular. Trufa este de culoare neagră. Comisurile buzelor sunt negre și strâmte; lupul nu bălește. Prezintă dentiția completă cu 42 de dinți, având colții mai lungi decât cei ai câinilor domestici de aceeași talie. Din cauza faptului că este monogam, dimorfismul sexual este redus. Masculii au testiculele mai mici decât câinii domestici de aceeași talie și sunt aproape imposibil de deosebit de lupoaice de la distanță.
Lupul este un animal digitigrad, călcând pe perinițele degetelor și având unghii neretractile - spre deosebire de râs - astfel încât acestea se văd clar în urmele lăsate pe pământ moale sau pe zăpadă.
Alimentația și dentiția sunt tipice pentru un carnivor. Deși la nevoie este și omnivor, putând supraviețui și cu fructe sau alte vegetale - consumând chiar și scoarță de copac -, lupul preferă totuși carnea. El se comportă atât ca vânător cât și ca necrofag, fiind un important factor în păstrarea echilibrului natural.
Acolo unde lupii au fost exterminați, indiferent de motive, a avut loc o prăbușire a echilibrului ecologic. Acest lucru a făcut necesară reintroducerea sa în multe din țările care îl eliminaseră. Lupul mănâncă aproape orice fel de vietate, de la broaște și larve, iepuri, pârși și alte animale mici, la mistreț, cerb, măgar domestic sau colun, saigale, boi și chiar urși.
Împerecherea are loc în lunile februarie-martie, după care lupul rămâne cu lupoaica, pentru a crește puii împreună. După aceea, lupii, inclusiv cățelandrii, se adună în haite, care, mai ales în iernile grele, se pot asocia între ele.
După o gestație de 62-63 zile, lupoaica fată 4-6 pui, orbi cca. 2 săptămâni, alăptați vreme de 6 săptămâni.
Performanțele fizice ale lupilor sunt cel puțin impresionante. În căutarea hranei ei pot parcurge peste 100 km într-o singură noapte. Viteza de alergare a lupului poate depăși 60 km/oră. Simțurile sale sunt extraordinare. Nu doar mirosul este deosebit de fin, dar și auzul și văzul, lupul putând vâna foarte bine atât noaptea - timpul său preferat de vânătoare - cât și ziua sau în perioadele de amurg și dimineață. Are o mare rezistență la durere și un mare curaj în luptă.
Dar, mai mult decât performanțele fizice, lupul are și o inteligență deosebită. La vânătoare folosește felurite tactici, de la strategia de învăluire pe flancuri a prăzii la mânarea treptată către zone închise. De multe ori izbutește să observe și să ocolească capcanele puse pentru el. Laponii spun că "ursul are minte cât un om și putere cât șapte, iar lupul are putere cât un om și minte cât șapte".
Are nevoie de un teritoriu întins, de cca. 2400-2500 ha, de zece ori mai mult decât, de pildă, un urs.

## Reproducerea

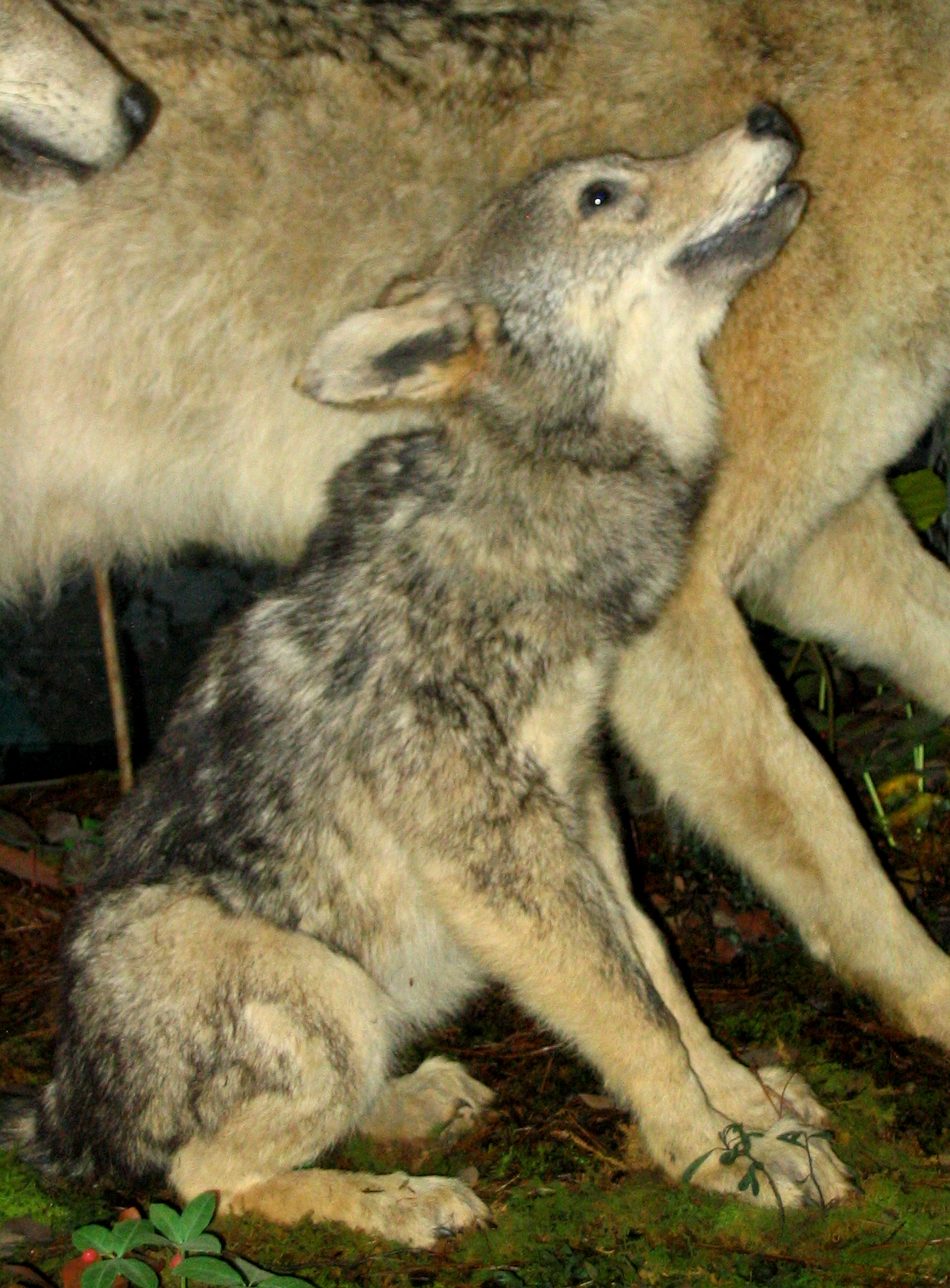
Pui de lup

La sfârșitul primăverii comportamentul lupilor din haită se schimbă. Migrarea pe întreg teritoriul este înlocuită cu vânătoarea scurtă, având punctul de plecare tabăra.
Alegerea acestui loc este privilegiul femelei gestante. Aceasta de obicei este femela cu rangul cel mai înalt, perechea masculului conducător din haită (la lupi perechea de obicei rămâne până la moarte). După o perioadă de gestație de șapte săptămâni 62—65 zile se nasc de la 3 până la 10—13 pui neputincioși, orbi și încep să deschidă ochii peste 12—13 zile. În următoarele trei săptămâni, femela nu iese aproape deloc din vizuină, își alege vizuina săpată sub rădăcini sau stânci se căptușește cu frunze uscate, mușchi și păr smuls de pe burtă. Uneori se revine la același culcuș de la an la an, mai ales în regiunile unde locurile potrivite sunt rare, cum ar fi în apropierea polului. Perechea ei face rost de hrana necesară , ajutat și de ceilalți indivizi din haită, care participă atât la hrănirea femelei cât și a puilor. Aceștia acceptă și îngrijirea puilor, când lupoaica este la vânătoare. După două-trei luni puii ies deja împreună cu haita. Nu mai au nevoie de vizuină, dar rămân cu părinții încă mulți ani. În acest timp învață cum, unde și ce să vâneze, iar în final părăsesc haita proprie. Cu toate că lupii sunt foarte precauți cu puii, 60—80 % din ei mor în primul an al vieții. Femelele ajung la maturitate sexuală peste 2 ani iar masculul peste 3.

## Galerie de imagini

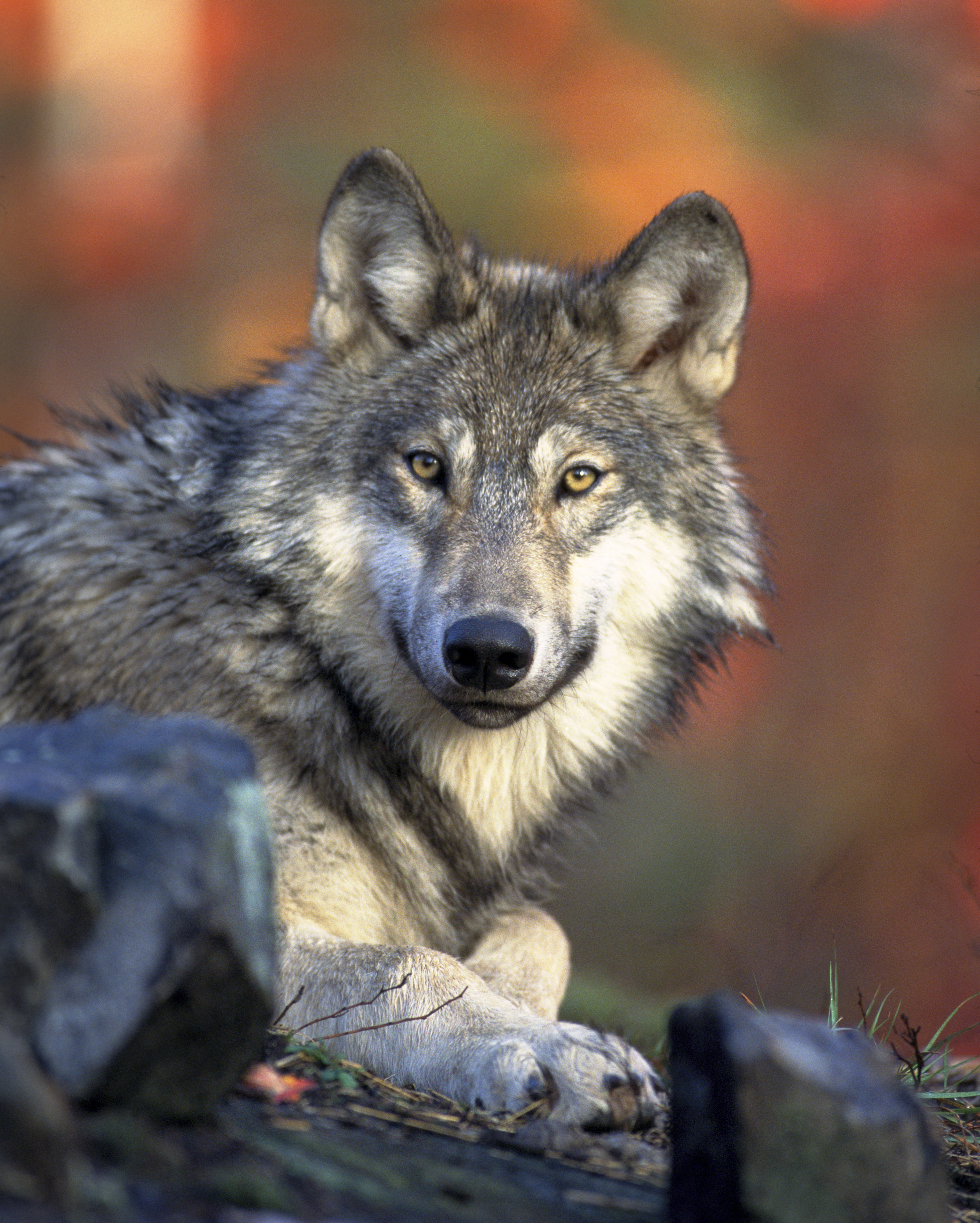
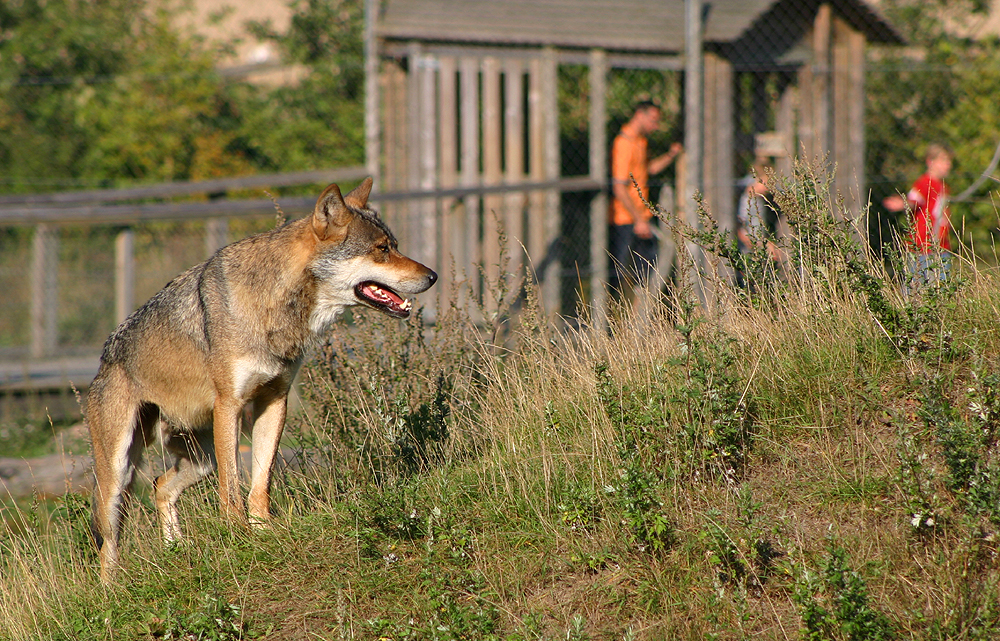
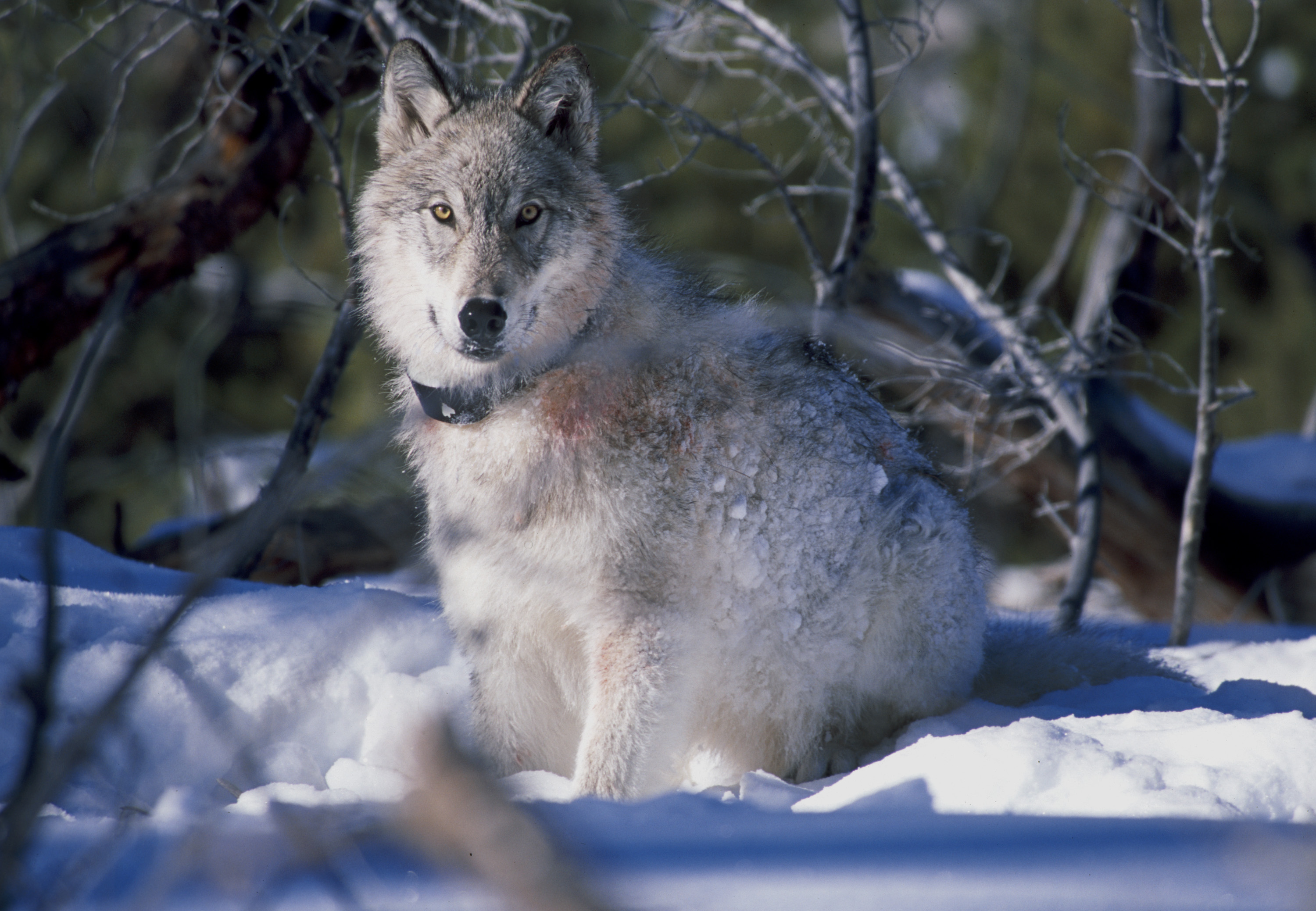
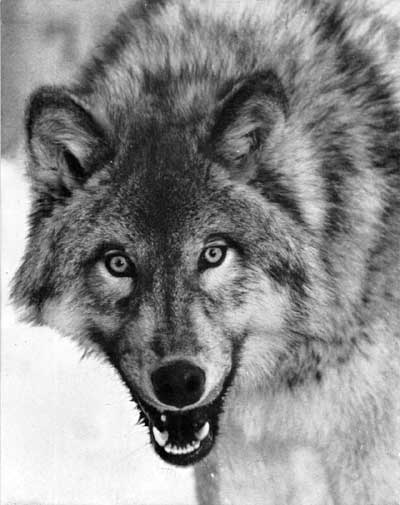
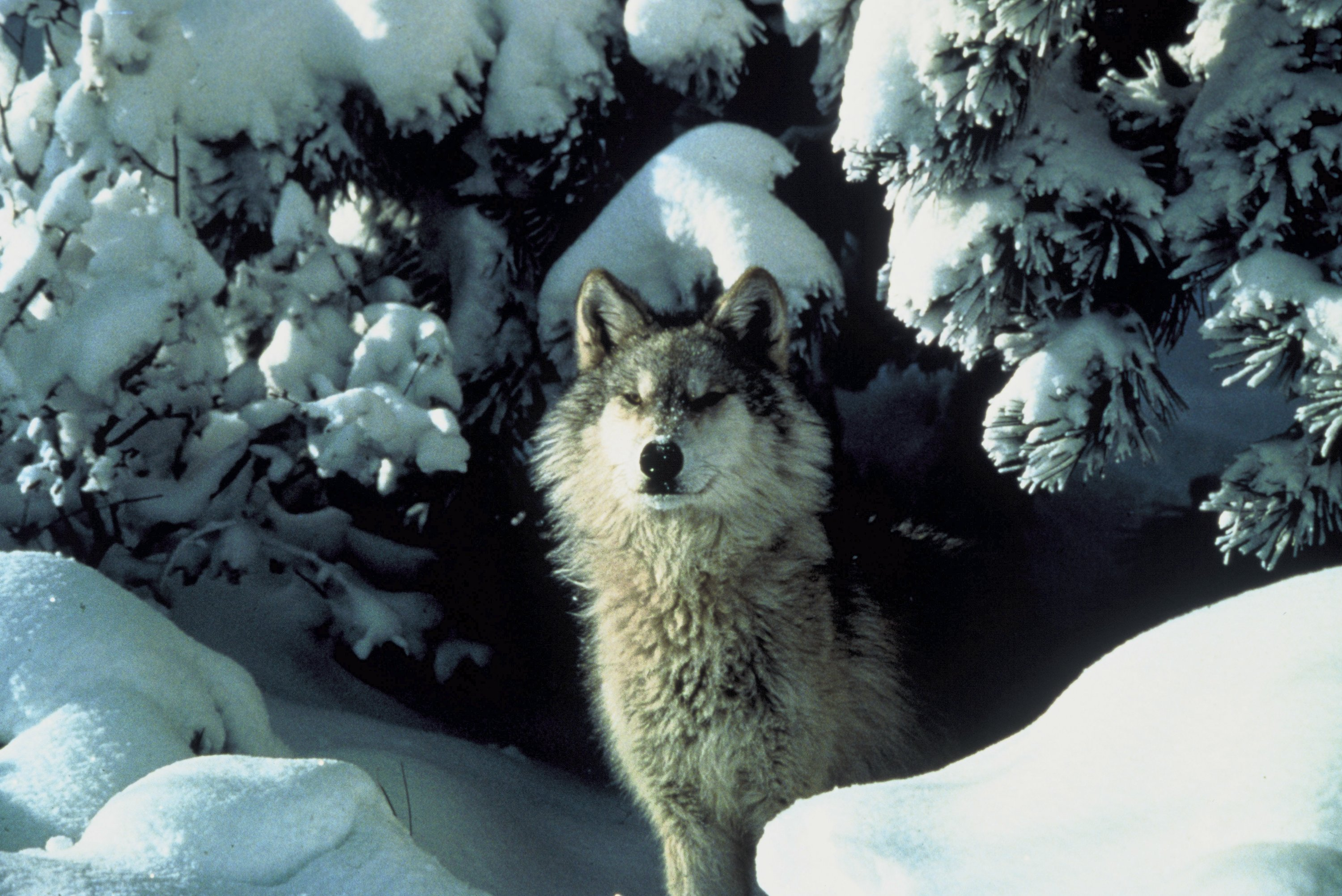
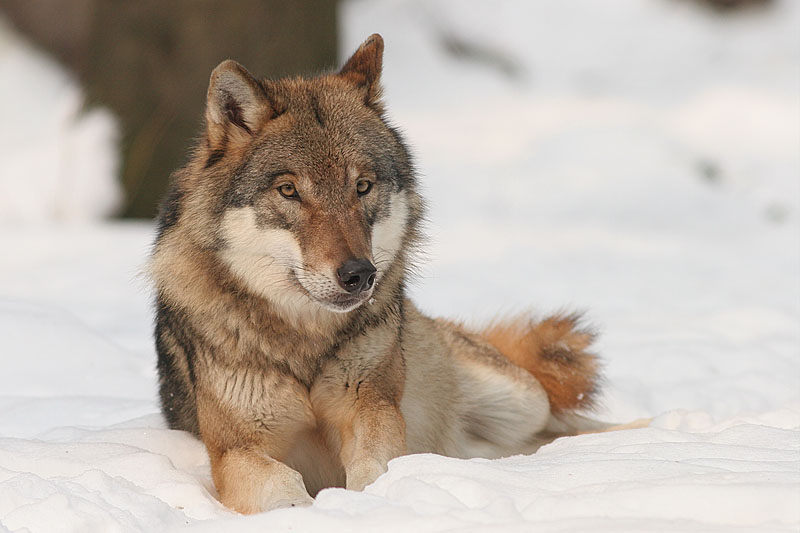
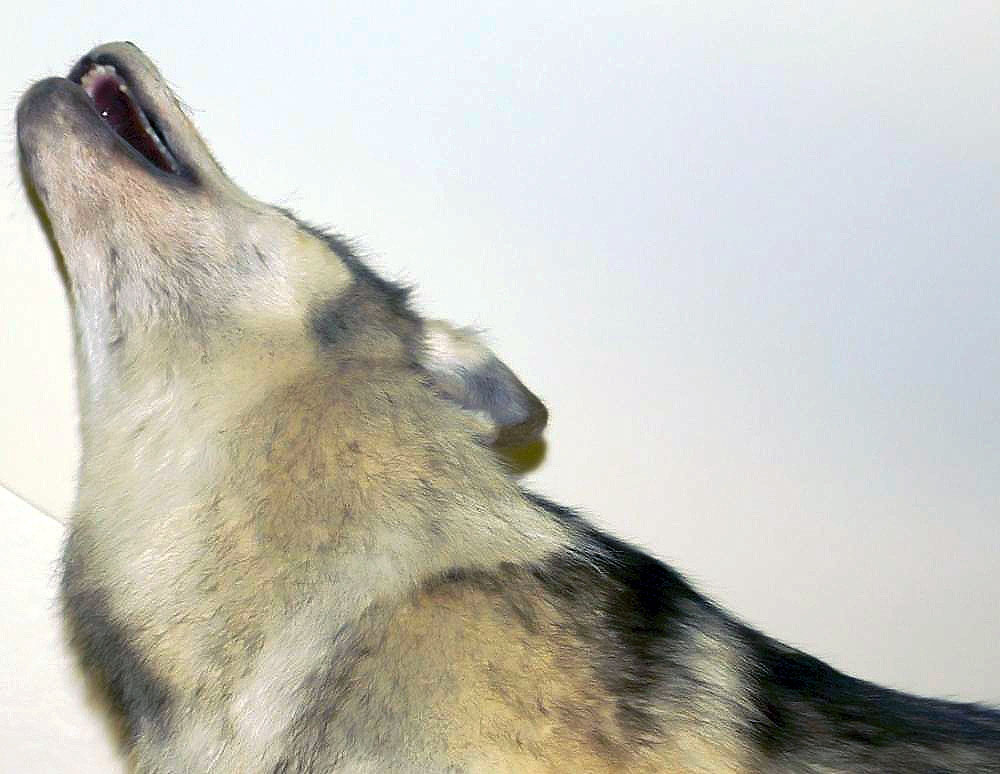